# Ngalifourou
Ngalifourou (1864–1956) a été reine du Royaume téké de 1879 (date à laquelle elle devient la femme principale du roi Illoy 1er, sa première conseillère et sa reine) à sa mort en 1956.

## Biographie
Née en 1864 à Ngabé, Ngalifourou se marie à 15 ans avec le roi Illoy 1er en tant que seconde épouse.
En 1879, elle est nommée gardienne du Nkwe Bali, faisant d'elle l'épouse en chef.
À la mort du roi en 1892, elle accède au trône. Tel que prévu par la tradition, elle se marie par la suite avec différents rois qui se succèdent dans la capitale Mbé, mais conserve toujours son pouvoir en tant que souveraine et gardienne des armées. 
Elle participe ainsi à des moments politiques importants du Congo. Elle rencontre le général de Gaulle à plusieurs reprises, notamment, en 1944, et envoie des soldats tékés se battre auprès des troupes françaises. À la suite de cet engagement, la France lui remet la Légion d'Honneur, les décorations du Bénin et l'Etoile d'Anjouan.
Elle meurt le 8 juin 1956. Lors de ses funérailles une foule considérable se masse autour du catafalque. Des danses rituelles ont lieu devant un grand buste de la reine taillé par le sculpteur Grégoire Massengo. Ce buste est encore conservé dans le palais de la famille royale à Mbé. 